# Andinomys edax
Genre
Espèce
Statut de conservation UICN

 LC  : Préoccupation mineure
Andinomys edax est une espèce de rongeurs de la famille des cricétidés. Elle est la seule espèce du genre Andinomys.

## Répartition et habitat
On rencontre cette espèce en Amérique du Sud : en  Argentine, Bolivie, Chili et au Pérou. Au Pérou, il vit dans les zones boisées de Polylepis et en Bolivie il a été observé dans la Puna. Dans l'ensemble de sa répartition, on le trouve principalement dans la végétation dense près des cours d'eau, même s'il a déjà été capturé dans des zones rocheuses.